# Przytoczna (village)
Pour les articles homonymes, voir Przytoczna.
Przytoczna (prononciation : [pʂɨˈtɔt͡ʂna]) est un village polonais de la gmina de Przytoczna dans le powiat de Międzyrzecz de la voïvodie de Lubusz dans l'ouest de la Pologne.
Le village est le siège administratif (chef-lieu) de la gmina appelé gmina de Przytoczna.
Il se situe à environ 15 kilomètres au nord de Międzyrzecz (siège du powiat), 34 kilomètres au sud-est de Gorzów Wielkopolski (capitale de la voïvodie) et 71 kilomètres au nord de Zielona Góra (siège de la diétine régionale).
Le village comptait approximativement une population de 2355 habitants en 2009.

## Histoire
Au cours du deuxième partage de la Pologne en 1793, le village est annexé par le Royaume de Prusse et en 1815 incorporé dans le Grand-duché de Posen sous le nom de Prittisch. (voir Évolution territoriale de la Pologne)
Après la Seconde Guerre mondiale, avec la mise en œuvre de la ligne Oder-Neisse, le village retourne à la République populaire de Pologne.
De 1975 à 1998, le village appartenait administrativement à la voïvodie de Gorzów .

Depuis 1999, il appartient administrativement à la voïvodie de Lubusz